# Лебёпен, Ален-Поль-Шарль
Ален-Поль-Шарль Лебёпен (фр. Alain Paul Charles Lebeaupin; 2 марта 1945, Париж, Франция — 24 июня 2021, Рим, Италия) — французский прелат и ватиканский дипломат. Титулярный архиепископ Вико Экуенсе с 7 декабря 1998 года. Апостольский нунций в Эквадоре с 7 декабря 1998 по 14 января 2005 года. Апостольский нунций в Кении с 14 января 2005 по 23 июня 2012 года. Апостольский нунций при Европейском союзе с 23 июня 2012 по 16 ноября 2020 года.